# Південна армія США
Південна армія США (англ. United States Army South) — військове об'єднання армії США, основний компонент сухопутних військ Південного Командування Збройних сил США, зона відповідальності якого включає 31 країну та 15 територій особливого суверенітету в Центральній і Південній Америці та Карибському басейні. Штаб-квартира знаходиться у Форт Сем Х'юстон, Техас.
Наразі офіційно заявленою місією Південної армії США є проведення та підтримка багатонаціональних операцій і співробітництва у сфері безпеки в зоні відповідальності Південного командування ЗС США з метою протидії транснаціональним кримінальним загрозам і зміцнення регіональної безпеки для захисту батьківщини. В разі потреби орган управління Південної армії може розгортатися до командування сухопутного компоненту об'єднаної оперативно-тактичної групи або об'єднаного міжвидового оперативно-тактичного угруповання відповідно до наказу вищого керівництва.

## Зміст
4 грудня 1986 року Південна армія США була активована як головний орган військового управління армійського компонента Південного командування ЗС США зі штаб-квартирою в будівлі 95, Форт-Клейтон.
В ході проведення з 20 грудня 1989 року по 31 січня 1990 року операції «Справедлива справа», військової операції з метою повалення панамського диктатора генерала Мануеля Антоніо Нор'єги штаб Південної армії став штабом Об'єднаної оперативно-тактичної групи «Південь», яка відповідала за планування, організацію та виконання операції. Під час вторгнення загальна чисельність військ зросла до 27 тис. З них 13 000 вже були дислоковані в Панамі, а 14 000 були доставлені зі території Сполучених Штатів.
14 жовтня 1994 року 193-тя піхотна бригада стала першим з'єднанням, яке відповідно до Договору про Панамський канал 1977 року було деактивоване, у контексті виведення американських збройних сил США з Панами до грудня 1999 року.
1 червня 1997 року, у рамках зміни Плану об'єднаного командування Південне командування США також перебрало на себе географічну відповідальність за військові формування США, які діяли в Карибському басейні та Мексиканській затоці. У цьому контексті географічна зона відповідальності Південної армії США розширилася, до нині увійшла 31 країна та 15 територій особливого суверенітету в Латинській Америці та Карибському басейні, за винятком Пуерто-Рико та Мексики. У 1998 році підрозділи армії взяли участь у 15 взводних навчаннях в оперативному тренувальному центрі «Джангл» із солдатами з Белізу, Колумбії, Венесуели, Сальвадору, Чилі, Аргентини та Парагваю.
Як частина великої трансформації армії у відповідь на безпекові загрози після 9/11 у всьому світі, 16 липня 2008 року Південна армія об'єдналася з Південною армією США (Шоста армія), зміна, яка збільшила її розмір і можливості, включивши до свого складу Оперативний командний пункт (OCP), який може служити ядром розгортання штабу Об'єднаної оперативної групи (JTF) або командування сухопутного компоненту Об'єднаних сил (JFLCC) будь-де в зоні відповідальності Південного командування США.